# 哈利·波特与“混血王子” (游戏)
《哈利·波特与“混血王子”》是一個基於J·K·羅琳寫的廣受歡迎的《哈利·波特》系列和電影改編的電腦電視遊戲。適用的平臺有：Microsoft Windows、NDS（任天堂DS）、PS2（PlayStation 2）、PS3（PlayStation 3）、PSP（PlayStation Portable）、Xbox 360、Wii、Mac OS X和手提電話。在2009年6月30日發佈。
遊戲的主題是探索霍格華茲並延續書和電影裏面的情節。

## 遊戲特色
本集遊戲的模式與上集相似，就是控制角色完成任務。不過遊戲也有一些新元素，例如加入了決鬥(Duelling Clubs)、魔藥(Potions Club)和魁地奇(Flying Club)。本集增加了收集徽章的功能。

## 遊戲控制
施法與前集遊戲相同，玩家需準確的移動魔仗對準物品施咒，要自行決定應對物件/其他人物施什麼咒語，這使得遊戲更具真實感。

### 非攻擊咒語
- 復復修(Reparo)，修理物品的咒語.
- 溫咖癲啦唯啊薩(Wingardium Leviosa)，用來舉起物件，也能投擲物件。
- 火焰熊熊(Incendio)，用來燃燒物體

### 攻擊咒語
- 去去，武器走(Expelliarmus)，讓對方暫時失去武器。
- 咄咄失(Stupefy)，施法速度慢，攻擊力強勁的昏迷技。
- 破心護(Protego)，反彈對方魔法攻擊。
- 整整，石化(Petrificus Totalus)，石化對手。
- 倒倒吊(Levicorpus)，使對手漂浮

## 遊戲試玩版
遊戲試玩版包含了Gryffindor Duelling Club和Flying Club，但不包含主線任務。遊戲的試玩版可於遊戲的英文官方網站下載。

## 外部連結
- 《哈利波特》遊戲系列官方網站（（英文）、http://harrypotter.ea.com.tw/[ （繁體中文）] （页面存档备份，存于）、（繁體中文））